# Vabitj

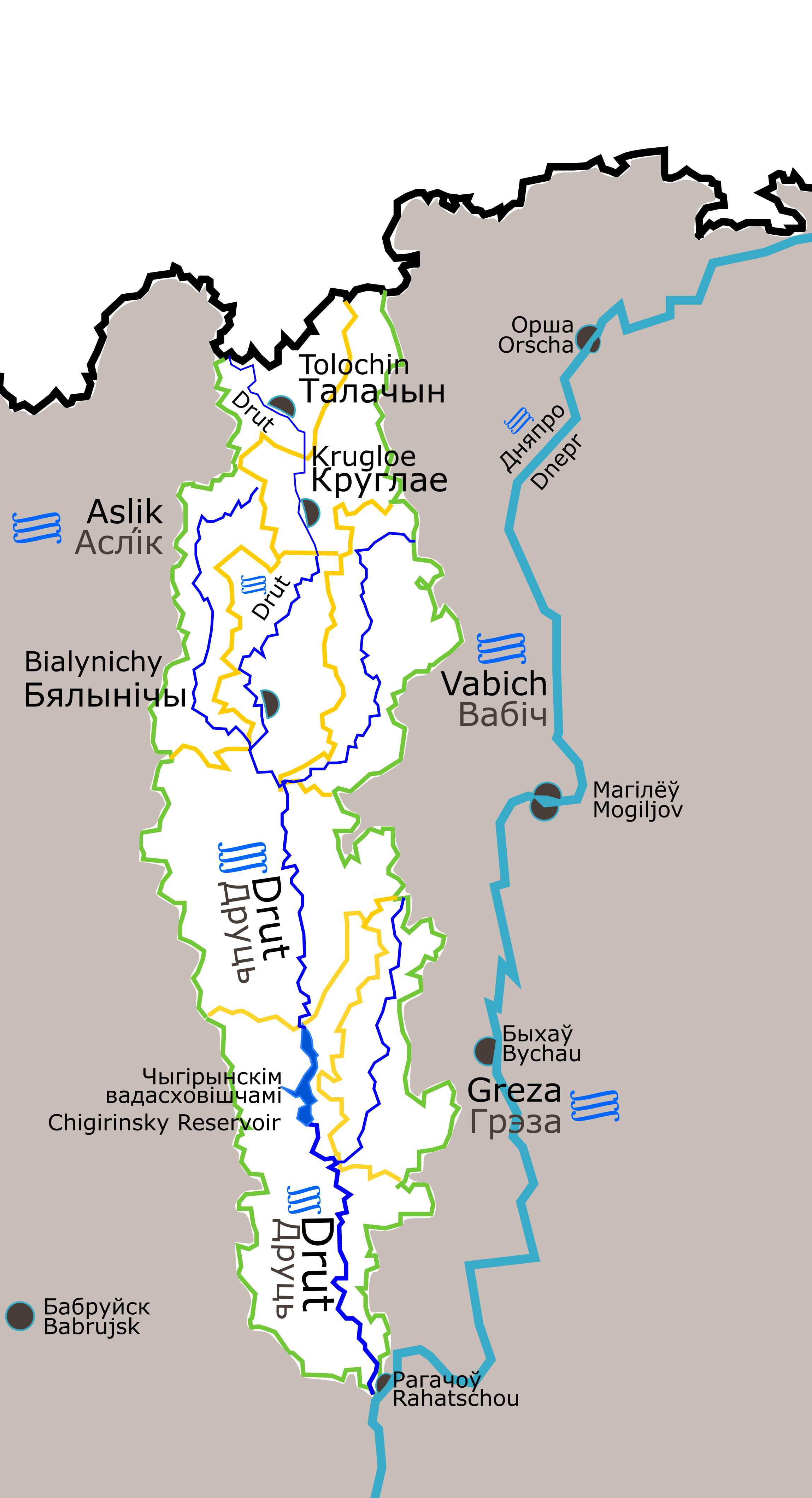
Floden Druts med bifloder. Vabitj överst till höger.

Vabitj (belarusiska: Вабіч) är en liten å i Belarus. Det är en biflod till Druts som i sin tur är en biflod till Dnepr. Mest känd i Sverige för att Karl XII utkämpade slaget vid Holowczyn vid denna ström.